# Rząd Beaty Szydło
Rząd Beaty Szydło – Rada Ministrów pod kierownictwem premier Beaty Szydło, powołana i zaprzysiężona przez prezydenta RP Andrzeja Dudę 16 listopada 2015.
Zapleczem rządu Beaty Szydło był mający większość w Sejmie i Senacie Klub Parlamentarny Prawa i Sprawiedliwości (Zjednoczona Prawica). W jego skład weszli przedstawiciele PiS, Polski Razem (przekształcona 4 listopada 2017 na Porozumienie) i Solidarnej Polski. Rząd powołano w miejsce rządu Ewy Kopacz, który ustępująca premier Ewa Kopacz podała do dymisji 12 listopada 2015, na pierwszym posiedzeniu Sejmu VIII kadencji.
13 listopada 2015 prezydent RP Andrzej Duda desygnował Beatę Szydło na prezesa Rady Ministrów, powierzając jej misję sformowania rządu. 16 listopada 2015 prezydent powołał ją na urząd Prezesa Rady Ministrów, powołując też pozostałych członków Rady Ministrów. Zgodnie z art. 154 Konstytucji RP nowo powołana Rada Ministrów musiała otrzymać od Sejmu RP wotum zaufania bezwzględną większością głosów w ciągu 14 dni od daty zaprzysiężenia. Sejm RP udzielił je na 1. posiedzeniu w dniu 18 listopada 2015. W głosowaniu wzięło udział 456 posłów, większość bezwzględna wynosiła 229.
8 grudnia 2017 Beata Szydło złożyła rezygnację z urzędu premiera, podając gabinet do dymisji, którą prezydent przyjął. Rada Ministrów pełniła obowiązki do czasu zaprzysiężenia składu nowego rządu, co nastąpiło 11 grudnia 2017.

## Wotum zaufania

### 18 listopada 2015
| Klub                                                 | Klub                       | Głosowanie | Głosowanie     | Głosowanie | Nieobecni |
| Klub                                                 | Klub                       | Za         | Wstrzymali się | Przeciw    | Nieobecni |
| ---------------------------------------------------- | -------------------------- | ---------- | -------------- | ---------- | --------- |
|                                                      | Prawo i Sprawiedliwość     | 234        | 0              | 0          | 0         |
|                                                      | Platforma Obywatelska      | 0          | 1              | 135        | 2         |
|                                                      | Kukiz’15                   | 0          | 1              | 39         | 1         |
|                                                      | Nowoczesna                 | 0          | 0              | 28         | 0         |
|                                                      | Polskie Stronnictwo Ludowe | 0          | 15             | 0          | 1         |
|                                                      | Posłowie niezrzeszeni      | 2          | 1              | 0          | 0         |
| ŁĄCZNIE                                              | ŁĄCZNIE                    | 236        | 18             | 202        | 4         |
| Większość bezwzględna: 229, wotum zaufania udzielono |                            |            |                |            |           |

7 grudnia 2017, po wygranym dla rządu w tymże dniu w Sejmie głosowaniu w sprawie konstruktywnego wotum nieufności, podczas posiedzenia Komitetu Politycznego Prawa i Sprawiedliwości zadeklarowała złożenie rezygnacji z funkcji prezesa Rady Ministrów i tym samym dymisję swojego rządu. Władze partii na jej następcę rekomendowały wicepremiera Mateusza Morawieckiego. 8 grudnia złożyła rezygnację, zaś prezydent Andrzej Duda przyjął dymisję jej gabinetu.

## Rada Ministrów Beaty Szydło (2015–2017)
| Funkcja                                              | Imię i nazwisko             | Imię i nazwisko                    | Czas pełnienia funkcji | Czas pełnienia funkcji |
| Funkcja                                              | Imię i nazwisko             | Imię i nazwisko                    | Od                     | Do                     |
| ---------------------------------------------------- | --------------------------- | ---------------------------------- | ---------------------- | ---------------------- |
| Prezes Rady Ministrów                                |                             | Beata Szydło (PiS)                 | 16 listopada 2015(dts) | 11 grudnia 2017(dts)   |
| Wiceprezes Rady Ministrów                            | Piotr Gliński (PiS)         | 16 listopada 2015(dts)             | 11 grudnia 2017(dts)   |                        |
| Minister kultury i dziedzictwa narodowego            | Piotr Gliński (PiS)         | 16 listopada 2015(dts)             | 11 grudnia 2017(dts)   |                        |
| Przewodniczący Komitetu do spraw Pożytku Publicznego | Piotr Gliński (PiS)         | 8 listopada 2017(dts)              | 11 grudnia 2017(dts)   |                        |
| Wiceprezes Rady Ministrów                            |                             | Jarosław Gowin (Porozumienie)      | 16 listopada 2015(dts) | 11 grudnia 2017(dts)   |
| Minister nauki i szkolnictwa wyższego                | 16 listopada 2015(dts)      | Jarosław Gowin (Porozumienie)      | 11 grudnia 2017(dts)   |                        |
| Wiceprezes Rady Ministrów                            |                             | Mateusz Morawiecki (PiS)           | 16 listopada 2015(dts) | 28 września 2016(dts)  |
| Minister rozwoju                                     | 16 listopada 2015(dts)      | Mateusz Morawiecki (PiS)           | 28 września 2016(dts)  |                        |
| Wiceprezes Rady Ministrów                            | 28 września 2016(dts)       | Mateusz Morawiecki (PiS)           | 11 grudnia 2017(dts)   |                        |
| Minister rozwoju i finansów                          | 28 września 2016(dts)       | Mateusz Morawiecki (PiS)           | 11 grudnia 2017(dts)   |                        |
| Minister infrastruktury i budownictwa                | Andrzej Adamczyk (PiS)      | 16 listopada 2015(dts)             | 11 grudnia 2017(dts)   |                        |
| Minister sportu i turystyki                          | Witold Bańka (PiS)          | 16 listopada 2015(dts)             | 11 grudnia 2017(dts)   |                        |
| Minister spraw wewnętrznych i administracji          | Mariusz Błaszczak (PiS)     | 16 listopada 2015(dts)             | 11 grudnia 2017(dts)   |                        |
| Minister gospodarki morskiej i żeglugi śródlądowej   | Marek Gróbarczyk (PiS)      | 16 listopada 2015(dts)             | 11 grudnia 2017(dts)   |                        |
| Minister skarbu państwa                              | Dawid Jackiewicz (PiS)      | 16 listopada 2015(dts)             | 15 września 2016(dts)  |                        |
| Minister rolnictwa i rozwoju wsi                     | Krzysztof Jurgiel (PiS)     | 16 listopada 2015(dts)             | 11 grudnia 2017(dts)   |                        |
| Minister-członek Rady Ministrów                      | Mariusz Kamiński (PiS)      | 16 listopada 2015(dts)             | 11 grudnia 2017(dts)   |                        |
| Minister-członek Rady Ministrów                      |                             | Beata Kempa (Solidarna Polska)     | 16 listopada 2015(dts) | 11 grudnia 2017(dts)   |
| Minister-członek Rady Ministrów                      |                             | Henryk Kowalczyk (PiS)             | 16 listopada 2015(dts) | 11 grudnia 2017(dts)   |
| Minister obrony narodowej                            | Antoni Macierewicz (PiS)    | 16 listopada 2015(dts)             | 11 grudnia 2017(dts)   |                        |
| Minister zdrowia                                     | Konstanty Radziwiłł (PiS)   | 16 listopada 2015(dts)             | 11 grudnia 2017(dts)   |                        |
| Minister rodziny, pracy i polityki społecznej        | Elżbieta Rafalska (PiS)     | 16 listopada 2015(dts)             | 11 grudnia 2017(dts)   |                        |
| Minister cyfryzacji                                  |                             | Anna Streżyńska                    | 16 listopada 2015(dts) | 11 grudnia 2017(dts)   |
| Minister finansów                                    | Paweł Szałamacha            | 16 listopada 2015(dts)             | 28 września 2016(dts)  |                        |
| Minister środowiska                                  |                             | Jan Szyszko (PiS)                  | 16 listopada 2015(dts) | 11 grudnia 2017(dts)   |
| Minister-członek Rady Ministrów                      | Krzysztof Tchórzewski (PiS) | 16 listopada 2015(dts)             | 1 grudnia 2015(dts)    |                        |
| Minister energii                                     | Krzysztof Tchórzewski (PiS) | 1 grudnia 2015(dts)                | 11 grudnia 2017(dts)   |                        |
| Minister spraw zagranicznych                         | Witold Waszczykowski (PiS)  | 16 listopada 2015(dts)             | 11 grudnia 2017(dts)   |                        |
| Minister-członek Rady Ministrów                      | Elżbieta Witek (PiS)        | 16 listopada 2015(dts)             | 11 grudnia 2017(dts)   |                        |
| Minister edukacji narodowej                          | Anna Zalewska (PiS)         | 16 listopada 2015(dts)             | 11 grudnia 2017(dts)   |                        |
| Minister sprawiedliwości                             |                             | Zbigniew Ziobro (Solidarna Polska) | 16 listopada 2015(dts) | 11 grudnia 2017(dts)   |

## Główne działania rządu Beaty Szydło
- zniesienie obowiązku szkolnego sześciolatków (Ministerstwo Edukacji Narodowej)[20],
- wprowadzenie podatku od niektórych instytucji finansowych (tzw. podatku bankowego) (Ministerstwo Finansów)[21],
- wprowadzenie programu „Rodzina 500 plus” obejmującego przyznawanie świadczeń na częściowe pokrycie kosztów związanych z zaspokojeniem potrzeb życiowych oraz wychowaniem dziecka (Ministerstwo Rodziny, Pracy i Polityki Społecznej)[22],
- plan Morawieckiego (Strategia na Rzecz Odpowiedzialnego Rozwoju) – zakłada on rozwinięcie własnego potencjału krajowego dla odpowiedzialnego rozwoju Polski i podniesienia jakości życia mieszkańców (Ministerstwo Rozwoju)[23],
- likwidacja sprawdzianu szóstoklasisty w związku z reformą systemu oświaty z 2017 roku (Ministerstwo Edukacji Narodowej)[24],
- wdrożenie reformy systemu oświaty likwidującej gimnazja (Ministerstwo Edukacji Narodowej)[25],
- wprowadzenie jednorazowej pomocy finansowej w wysokości 4 tys. zł z tytułu urodzenia niepełnosprawnego dziecka (Ministerstwo Rodziny, Pracy i Polityki Społecznej)[26],
- wniesienie projektu ustawy m.in. o wstrzymaniu sprzedaży nieruchomości Zasobu Własności Rolnej Skarbu Państwa[27],
- program „Mieszkanie Plus” (Ministerstwo Infrastruktury i Budownictwa)[28],
- powołanie Wojsk Obrony Terytorialnej jako piątej Siły Zbrojnej RP, która obowiązuje od 1 stycznia 2017 (Ministerstwo Obrony Narodowej)[29],
- w marcu 2017 rząd Beaty Szydło przedstawił polskiego kandydata na stanowisko przewodniczącego Rady Europejskiej Jacka Saryusza-Wolskiego (dotychczasowego polityka PO). Był on jedynym kontrkandydatem dla starającego się o reelekcję Donalda Tuska, którego ostatecznie wybrano 9 marca 2017 w głosowaniu na drugą 2,5-letnią kadencję z poparciem wszystkich państw UE oprócz Polski[30],
- ustanowienie tzw. sieci szpitali, stanowiącej element wdrażanej reformy systemu ochrony zdrowia (Ministerstwo Zdrowia)[31],
- 2 czerwca 2017 Polska reprezentowana przez ministra spraw zagranicznych Witolda Waszczykowskiego została wybrana na niestałego członka Rady Bezpieczeństwa ONZ na lata 2018–2019 z poparciem 190 krajów członkowskich[32].

## W dniu zaprzysiężenia 16 listopada 2015
- Beata Szydło (PiS) – prezes Rady Ministrów
- Piotr Gliński (PiS) – wiceprezes Rady Ministrów, minister kultury i dziedzictwa narodowego
- Jarosław Gowin (Polska Razem) – wiceprezes Rady Ministrów, minister nauki i szkolnictwa wyższego
- Mateusz Morawiecki (bezpartyjny) – wiceprezes Rady Ministrów, minister rozwoju
- Andrzej Adamczyk (PiS) – minister infrastruktury i budownictwa
- Witold Bańka (bezpartyjny) – minister sportu i turystyki
- Mariusz Błaszczak (PiS) – minister spraw wewnętrznych i administracji
- Marek Gróbarczyk (PiS) – minister gospodarki morskiej i żeglugi śródlądowej
- Dawid Jackiewicz (PiS) – minister skarbu państwa
- Krzysztof Jurgiel (PiS) – minister rolnictwa i rozwoju wsi
- Mariusz Kamiński (PiS) – minister-członek Rady Ministrów
- Beata Kempa (Solidarna Polska) – minister-członek Rady Ministrów
- Henryk Kowalczyk (PiS) – minister-członek Rady Ministrów
- Antoni Macierewicz (PiS) – minister obrony narodowej
- Konstanty Radziwiłł (bezpartyjny) – minister zdrowia
- Elżbieta Rafalska (PiS) – minister rodziny, pracy i polityki społecznej
- Anna Streżyńska (bezpartyjna) – minister cyfryzacji
- Paweł Szałamacha (bezpartyjny) – minister finansów
- Jan Szyszko (PiS) – minister środowiska
- Krzysztof Tchórzewski (PiS) – minister-członek Rady Ministrów
- Witold Waszczykowski (PiS) – minister spraw zagranicznych
- Elżbieta Witek (PiS) – minister-członek Rady Ministrów
- Anna Zalewska (PiS) – minister edukacji narodowej
- Zbigniew Ziobro (Solidarna Polska) – minister sprawiedliwości

## Kancelaria Prezesa Rady MinistrówBeaty Szydłood 16 listopada 2015 do 11 grudnia 2017
- Beata Kempa (Solidarna Polska) – minister-członek Rady Ministrów, szef Kancelarii Premiera[33]
- Elżbieta Witek (PiS) – minister-członek Rady Ministrów, szef Gabinetu Politycznego Premiera[34]
- Mariusz Kamiński (PiS) – minister-członek Rady Ministrów, koordynator służb specjalnych
- Henryk Kowalczyk (PiS) – minister-członek Rady Ministrów, przewodniczący Komitetu Stałego Rady Ministrów[35]
- Anna Maria Anders – sekretarz stanu, pełnomocnik Rządu ds. dialogu międzynarodowego
- Adam Lipiński (PiS) – sekretarz stanu, pełnomocnik Rządu ds. społeczeństwa obywatelskiego, pełnomocnik Rządu ds. równego traktowania
- Maciej Małecki (PiS) – sekretarz stanu
- Piotr Naimski (PiS) – sekretarz stanu, pełnomocnik Rządu ds. strategicznej infrastruktury energetycznej
- Jarosław Pinkas – sekretarz stanu, pełnomocnik Rządu ds. organizacji struktur administracji publicznej właściwych w zakresie bezpieczeństwa żywności
- Grzegorz Schreiber (PiS) – sekretarz stanu ds. parlamentarnych
- Paweł Szefernaker (PiS) – sekretarz stanu
- Paweł Szrot – sekretarz stanu, zastępca szefa Kancelarii Premiera
- Mikołaj Wild – sekretarz stanu, pełnomocnik Rządu ds. Centralnego Portu Komunikacyjnego RP
- Maciej Wąsik (PiS) – sekretarz stanu, zastępca koordynatora służb specjalnych
- Rafał Bochenek – podsekretarz stanu, rzecznik prasowy rządu

## Gabinet polityczny premiera
- Elżbieta Witek (PiS) – minister-członek Rady Ministrów, szef gabinetu politycznego premiera
- Witold Olech – główny doradca premiera
- Natalia Grządziel – główny doradca premiera

## Rządowe Centrum Legislacji
- Jolanta Rusiniak – prezes RCL, sekretarz Rady Ministrów
- Robert Brochocki – wiceprezes RCL
- Tomasz Dobrowolski – wiceprezes RCL

## Urzędy Wojewódzkie
województwo dolnośląskie
- Paweł Hreniak (PiS) – wojewoda dolnośląski
  - Kamil Zieliński (PiS) – wicewojewoda dolnośląski

województwo kujawsko-pomorskie
- Mikołaj Bogdanowicz (PiS) – wojewoda kujawsko-pomorski
  - Józef Ramlau (PiS) – wicewojewoda kujawsko-pomorski

województwo lubelskie
- Przemysław Czarnek (PiS) – wojewoda lubelski
  - Robert Gmitruczuk (PiS) – wicewojewoda lubelski

województwo lubuskie
- Władysław Dajczak (PiS) – wojewoda lubuski
  - Robert Paluch (PiS) – wicewojewoda lubuski

województwo łódzkie
- Zbigniew Rau (bezpartyjny, z rekomendacji PiS) – wojewoda łódzki
  - Karol Młynarczyk (PiS) – wicewojewoda łódzki

województwo małopolskie
- Piotr Ćwik (PiS) – wojewoda małopolski
  - Józef Gawron (PiS) – wicewojewoda małopolski

województwo mazowieckie
- Zdzisław Sipiera (PiS) – wojewoda mazowiecki
  - Sylwester Dąbrowski (PiS) – pierwszy wicewojewoda mazowiecki
  - Artur Standowicz (PiS) – drugi wicewojewoda mazowiecki

województwo opolskie
- Adrian Czubak (PiS) – wojewoda opolski
  - Violetta Porowska (PiS) – wicewojewoda opolski

województwo podkarpackie
- Ewa Leniart (PiS) – wojewoda podkarpacki
  - Piotr Pilch (PiS) – wicewojewoda podkarpacki

województwo podlaskie
- Bohdan Paszkowski (PiS) – wojewoda podlaski
  - Jan Zabielski (PiS) – wicewojewoda podlaski

województwo pomorskie
- Dariusz Drelich (PiS) – wojewoda pomorski
  - Mariusz Łuczyk (PiS) – wicewojewoda pomorski

województwo śląskie
- Jarosław Wieczorek (PiS) – wojewoda śląski
  - Jan Chrząszcz (PiS) – pierwszy wicewojewoda śląski
  - Mariusz Trepka (PiS) – drugi wicewojewoda śląski

województwo świętokrzyskie
- Agata Wojtyszek (PiS) – wojewoda świętokrzyski
  - Andrzej Bętkowski (PiS) – wicewojewoda świętokrzyski

województwo warmińsko-mazurskie
- Artur Chojecki (PiS) – wojewoda warmińsko-mazurski
  - Sławomir Sadowski (PiS) – wicewojewoda warmińsko-mazurski

województwo wielkopolskie
- Zbigniew Hoffmann (PiS) – wojewoda wielkopolski
  - Marlena Maląg (PiS) – wicewojewoda wielkopolski

województwo zachodniopomorskie
- Krzysztof Kozłowski (PiS) – wojewoda zachodniopomorski
  - Marek Subocz (PiS) – wicewojewoda zachodniopomorski